# Margaret Edwards
Margaret Edwards, coniugata Wilding (Londra, 28 marzo 1939), è un'ex nuotatrice britannica.

## Carriera
Ha rappresentato la Gran Bretagna alle Olimpiadi di Melbourne 1956, in Australia, nelle quali ha vinto una medaglia di bronzo nei 100 metri dorso con il tempo di 1:13.1.
Inoltre, ai Giochi del Commonwealth del 1958 svoltisi a Cardiff, ha vinto una medaglia d'argento nelle 110 yard a dorso in rappresentanza dell'Inghilterra.
Vinse anche la medaglia d'argento nei 100 metri dorso ai Campionati Europei di nuoto del 1958.